# Scalmogomphus bistrigatus
Scalmogomphus bistrigatus là loài chuồn chuồn trong họ Gomphidae. Loài này được Hagen mô tả khoa học đầu tiên năm 1854.